# Omphax ornatimargo
Omphax ornatimargo är en fjärilsart som beskrevs av Louis Beethoven Prout 1913. Omphax ornatimargo ingår i släktet Omphax och familjen mätare. Inga underarter finns listade i Catalogue of Life.